# Алгебарска структура
У универзалној алгебри, грани чисте математике, алгебарска структура се састоји од једног или више скупова затворених у односу на једну или више операција, који задовољавају неке аксиоме. Апстрактна алгебра се првенствено бави проучавањем алгебарских структура и њихових својстава.
Апстрактно, алгебарска структура је колекција свих могућих модела датог скупа аксиома. Конкретније, алгебарска структура је било који појединачан модел неког скупа аксиома. На пример, монструм група уједно јесте алгебарска структура у конкретном смислу, и апстрактно, има структуру групе заједничку са свим осталим групама.
Ову дефиницију алгебарске структуре не треба узети рестриктивно. Све што задовољава аксиоме који дефинишу неку алгебарску структуру је инстанца те структуре, све и ако та инстанца има и произвољно много других аксиома. На пример, све групе су уједно и полугрупе.